# E48 (Ecuador)
De E48 of Vía Colectora Guayaquil-El Empalme (Verzamelweg Guayaquil-El Empalme) is een secundaire nationale weg in Ecuador. De weg loopt van Velasco Ibarra, ook wel El Empalme genoemd, naar Guayaquil en is 143 kilometer lang.